# لورين دويل
لورين دويل (بالإنجليزية: Lauren Doyle) هي لاعب كرة قدم أمريكية أمريكية، ولدت في 23 فبراير 1991 في Boody, Illinois ‏ في الولايات المتحدة.

## وصلات خارجية
- لورين دويل على موقع اللجنة الأولمبية الدولية (الإنجليزية)
- لورين دويل على موقع أوليمبيديا (الإنجليزية)
- لورين دويل على موقع اللجنة الأولمبية والبارالمبية الأمريكية (الإنجليزية)